# 中央军事委员会办公厅
中国共产党中央军事委员会办公厅与中华人民共和国中央军事委员会办公厅一个机构两块牌子，通称中央军事委员会办公厅，简称中央军委办公厅或“军办”，是中央军事委员会机关第一级职能部门，为中央军委的日常办事机构。该办位于北京市海淀区复兴路7号八一大楼。

## 沿革
1949年11月11日，中央人民政府人民革命军事委员会办公厅在北京中南海居仁堂成立，为中央军委的办事机构。1952年7月，彭德怀接替周恩来主持军委工作。1954年9月28日，中共中央政治局会议决定重新成立中共中央军事委员会，主席毛泽东，委员12人，不设副主席、常委。彭德怀主持军委工作，黄克诚任军委秘书长。中革军委办公厅改称中共中央军事委员会办公厅兼国防部办公厅，同时辖总参谋部办公室、管理科。中华人民共和国国防委员会不设办事机构。1954年11月27日，中共中央军委办公厅通知称，军委第82次例会确定，将原中央人民政府人民革命军事委员会办公厅改称中共中央军委办公厅（简称“军委办公厅”），作为中共中央军委的办公机构，同时兼中华人民共和国国防部办公厅（简称“国防部办公厅”）。军委办公厅的日常工作由秘书长、副秘书长主持。1955年底军委办公厅搬出中南海。
1965年11月长期担任军委办公厅主任的萧向荣因反对“突出政治”遭批判免职。总参派工作组进驻军委办公厅，搞机关“四清”。同时，中共中央批准在总参谋部序列设立中国人民解放军总参谋部办公厅，兼军委办公厅。杨成武任总参办公厅主任。军委办公厅成了总参的二级部。1969年11月后，所有家产通归总参管理局，外事局改归总参建制。1970年底正式启用中国人民解放军总参谋部办公厅印信。
1979年4月，和总参谋部办公厅建制分开，隶属中共中央军委建制，但仍兼国防部办公厅。1983年6月后，又兼中华人民共和国中央军事委员会办公厅。
2016年改革前，中央军委办公厅下设：中央军委主席办公室、政治部、秘书局、综合调研局、保密局、管理局（下辖：北戴河办事处、三座门接待处、八一大楼管理处、后勤保障服务中心等）等。
2015年11月，在深化国防和军队改革中，调整组建新的中央军委办公厅。

## 机构设置
2016年改革后，中央军委办公厅设置下列机构：

### 内设机构
- 秘书局
- 警卫局
- 政治工作局
- 综合保障局
- 机要局
- 保密和档案局
- 信访局
- 中央军委法制局
- 军委主席办公室
- 北戴河办事处

### 直属单位
- 军委办公厅第五十一研究所
- 信息安全设备测评认证中心[17]

## 历任领导
| 中央人民政府人民革命军事委员会办公厅主任 1. 罗贵波（1949年11月－1950年1月） 2. 张经武（1950年1月－1952年1月，兼任） 3. 朱早观（1952年1月－1952年10月，副主任代理） 4. 萧向荣 中将（1952年10月－1965年11月，兼军委副秘书长、1959年10月起军委办公会议成员、军委总直属队党委书记，主管军队外事工作） | 中央人民政府人民革命军事委员会办公厅副主任 - 朱早观（1952年1月－1954年11月） - 唐永健（1950年1月-1955年3月） |

| 中国共产党中央军事委员会办公厅主任 （1983年6月后，又兼中华人民共和国中央军事委员会办公厅主任） 1. 萧向荣 中将（1954年11月－1965年11月，兼任） 2. 杨成武（1965年11月－1966年底，兼代） 3. 路扬（1967年8月－1967年11月代理，1967年11月－1968年3月24日“三二四事件”） 4. 萧剑飞（1969年5月－1971年9月） 5. 空缺（1971年9月-1975年1月，副主任金涛坚持工作） 6. 胡 炜（1975年1月－1977年2月，兼任） 7. 萧洪达（广东省委秘书长1977年10月－1986年9月） 8. 刘凯 (中将) 中将（1987年10月－1990年12月） 9. 李际均 中将（1991年1月－1992年11月） 10. 程建宁 中将（1993年1月－1995年11月） 11. 董良驹 中将（1996年3月－1999年12月） 12. 谭悦新 中将（1999年12月－2003年12月） 13. 贾廷安 中将（2003年12月－2007年12月） 14. 王冠中 中将（2007年12月－2012年10月） 15. 秦生祥 中将（2012年10月－2015年11月） | 中国共产党中央军事委员会办公厅副主任 （1983年6月后，又兼中华人民共和国中央军事委员会办公厅副主任） - 朱早观（1954年11月—1955年8月病逝） - 路扬（1955年9月—1961年5月） - 王兴纲（1956年9月－1967年12月） - 黎化南（1961年1月－1965年5月兼总参管理局局长） - 潘振武（1963年2月－1969年5月兼任总参（国防部）外事局局长） - 路扬（1965年11月－1967年11月，第一副主任） - 金涛（1965年11月－1979年4月） - 郑汉浩（1965年11月－1968年2月；1975年7月－1983年10月） - 莫阳（1967年5月－1969年3月） - 刘路明（1969年11月－1971年9月） - 韩复东（1973年11月－1975年7月） - 王岳西（1973年11月－1977年8月，1974年2月到职） - 萧洪达（1975年12月－1977年10月，1977年9月到职） - 黄宗汉（1976年8月－1977年12月） - 李希庚（1977年11月－1987年9月） - 刘野亮（1979年5月－1979年10月病逝） - 展征（1982年4月－1983年3月病逝） - 张辅枢（1982年12月－1987年9月） - 刘振杰（1983年12月－1984年10月） - 李新民（1983年12月－1984年12月） - 李际均 少将（1987年12月—1992年11月） - 程建宁（1987年12月-1992年11月） - 魏斯晴（1992年8月-1996年11月） - 贾廷安 少将（1994年11月—2003年12月） - 孙凤山（1997年12月-2000年） - 杨福坤 少将（1996—2002年7月病逝） - 徐长友 少将（1996年12月—1999年7月） - 王冠中 少将（2001年2月—2007年12月，2004年6月起为正军职） - 曹育民 少将（2005年—2013年） - 汪振凯 少将（？—？） - 高遐明 少将（？—？） - 吴志铭 少将（？—2013年6月，2007年12月起为正军职） - 张海燕 少将（2009年—？） - 宋 丹 少将（2010年—2016年） - 王安龙 少将（2015年—2016年） |

| 中央军委办公厅主任 1. 秦生祥 中将（2015年11月—2017年8月） 2. 钟绍军 中将（2017年8月—？） 3. 方永祥 中将（2024年3月—） | 中央军委办公厅副主任 - 钟绍军 少将（2015年—2017年8月） - 田义祥 少将（2015年—2018年5月） - 王安龙 少将（2017年—2019年12月） - 丁向荣 少将（2017年12月—） - 王立岩 少将（2019年—） |

中央军委纪律检查委员会驻军委办公厅纪检组组长
- 刘旭 少将（2016年—）[31]